# Richard Coles
Richard Coles, nom amb què es coneix Richard Keith Robert Coles (Northampton, Anglaterra, 26 de març de 1962) és un músic, locutor de ràdio i reverend anglès anglicà. Anteriorment va ser el multiinstrumentista de la banda The Communards, que va formar amb Jimmy Somerville a la dècada del 1980. Coles apareix sovint a la ràdio i la televisió, així com als diaris i, el març del 2011, es va convertir en l'amfitrió habitual del programa Saturday Radio de la cadena BBC Radio 4. És vicari de Finedon, a Northamptonshire, canceller de la Universitat de Northampton, capellà honorari de la Worshipful Company of Leathersellers i patró de les Greatwell Homes.

## Biografia
Es va formar a la Wellingborough School (on cantava al cor) i al South Warwickshire College of Advanced Education (al departament de teatre i arts liberals) de Stratford-upon-Avon. Del 1991 al 1994 va estudiar teologia al King's College de Londres. Mentre era a la universitat, es va convertir al catolicisme; deu anys després, el 2001, va tornar a l'anglicanisme.
Va aprendre a tocar el saxòfon, el clarinet i els teclats i es va traslladar a Londres el 1980, on tocava al teatre. El 1984, Jimmy Somerville va deixar el grup Bronski Beat i ell i Coles van formar The Communards, grup que va funcionar poc més de tres anys; es van separar el 1988 quan Coles va revelar que mentia sobre el seu VIH, i Somerville va continuar la seva carrera musical en solitari.
Coles és obertament homosexual, i va sortir de l'armari per primera vegada el 1978, als 16 anys. L'any següent va ingressar en un hospital a causa d'un intent de suïcidi. Coles va provar tot tipus de drogues, i a començaments de la dècada del 1990 prenia speed i èxtasi en grans quantitats. També va explicar a les seves amistats que era seropositiu, malgrat no era cert.
Va viure amb el seu marit, el reverend David Coles. fins a la mort d'aquest últim, el desembre de 2019, a causa d'una llarga malaltia. Després de la seva defunció, Coles va rebre missatges d'odi contra ell i el seu marit. S'havien casat el 2005, quan l'Església d'Anglaterra va obrir-se al matrimoni homosexual i va permetre als sacerdots entrar en una unió civil. Coles va afirmar aleshores que la relació era de celibat, però més tard va dir que això no havia estat cert, però que havia de prometre el celibat per mantenir la seva feina com a vicari. El juny de 2023, Coles va revelar que mantenia una relació amb l'actor Richard Cant.
És membre del Partit Laborista.

## Obres

### Discografia[17]
- 1986: Communards (London Records)
- 1987: Red (London Records)